# Greg Holmes (Tennisspieler)
Greg Holmes (* 29. August 1963 in Covina, Kalifornien) ist ein ehemaliger US-amerikanischer Tennisspieler.

## Leben
Holmes studierte an der University of Utah und war 1983 der erste Tennisspieler der Universität, der einen National-Collegiate-Athletic-Association-Einzeltitel erringen konnte. Zudem errang der sowohl den Einzel- wie auch den Doppeltitel der Western Athletic Conference. Er wurde daraufhin in die Bestenauswahl All-American berufen. Bei den Panamerikanischen Spielen 1983 trat er im Einzel und Doppel für die Vereinigten Staaten an. Er errang dabei die Goldmedaille im Einzel sowie Bronze im Doppel. Er war außerdem Mitglied der Junior Davis-Cup-Mannschaft. Ende 1983 wurde er Tennisprofi und absolvierte im darauf folgenden Jahr seine erste durchgehende Profisaison.
Seine großen Erfolge als Juniorenspieler konnte er auf der Profitour jedoch nicht wiederholen. Zwar gelangen ihm bei großen Turnierveranstaltungen immer wieder Achtungserfolge wie Siege über Jimmy Connors, Andre Agassi und Tim Mayotte, er konnte jedoch weder auf der ATP World Tour noch auf der ATP Challenger Tour je einen Einzeltitel erringen, geschweige denn ein Finale erreichen. Seine besten Ergebnisse waren Halbfinalteilnahmen in La Quinta, Seoul und in Honolulu. Zudem erreichte er das Viertelfinale des ATP-Championship Series-Turniers von Memphis und das Achtelfinale des Championship-Series-Turniers in Key Biscayne. Seinen größten Erfolg auf der ATP World Tour feierte er 1987 im Doppel, als er an der Seite von Gary Donnelly den Titel in Livingston gegen die Doppelspezialisten Ken Flach und Robert Seguso gewann. Bereits im Jahr zuvor hatte er dort mit Sammy Giammalva im Finale gestanden. 1985 und 1986 stand er zudem im Doppelfinale von Tokio, konnte das Turnier jedoch nicht gewinnen. Die höchste Notierung in der Tennis-Weltrangliste erreichte er 1985 mit Position 22 im Einzel sowie 1987 mit Position 66 im Doppel.
Sein bestes Einzelergebnis bei einem Grand-Slam-Turnier war das Erreichen des Achtelfinales der US Open, was ihm zwischen 1983 und 1985 drei Mal in Folge gelang; bei seiner ersten Teilnahme trat er noch als Amateur an und bezwang unter anderem Guillermo Vilas. 1989 bestritt er in Wimbledon das bis dahin längste Einzel; gegen Todd Witsken stand er 5 Stunden und 28 Minuten auf dem Platz. Dieser Rekord wurde von der Partie John Isner – Nicolas Mahut bei den Wimbledon Championships 2010 gebrochen. In der Doppelkonkurrenz erreichte er 1988 mit Matt Anger das Achtelfinale von Wimbledon. Dort stand er 1984 an der Seite von Carling Bassett-Seguso im Mixed ebenfalls im Achtelfinale.
Nach dem Ende seiner Profikarriere kehrte Holmes an die University of Utah zurück, um dort 1995 seinen Bachelor-Abschluss in Geographie nachzuholen. Er ist verheiratet und hat drei Kinder.

## Turniersiege
| Legende                       |
| Grand Slam                    |
| Tennis Masters Cup            |
| ATP Masters Series            |
| ATP International Series Gold |
| ATP International Series (1)  |

### Doppel
| Nr. | Datum | Turnier    | Belag     | Partner       | Finalgegner             | Ergebnis |
| --- | ----- | ---------- | --------- | ------------- | ----------------------- | -------- |
| 1.  | 1987  | Livingston | Hartplatz | Gary Donnelly | Ken Flach Robert Seguso | 7:6, 6:3 |